# Bir Ali Ben Khalifa
Bir Ali Ben Khalifa o Bir Ali Ben Khélifa è una città della Tunisia che fa parte del governatorato di Sfax.
È il capoluogo di una delegazione che conta 50.059 abitanti.
La municipalità, che conta 4.460 abitanti, è un borgo agricolo costruito vicino a un pozzo, come indica il toponimo bir, corrispondente appunto a "pozzo". Oggi si trova all'incrocio tra la Strada statale 14 di Sfax e la Strada statale 2 per Skhira.